# 日本年間最優秀選手賞
日本年間最優秀選手賞（にほんねんかんさいゆうしゅうせんしゅしょう）は全国のサッカー担当記者の投票により選出されるプロ、学生、男女などを問わず、シーズンを通じて最も活躍したサッカー選手を対象とした賞である。
「フットボーラー・オブ・ザ・イヤー」とも呼ばれる。
1961年の日本蹴球協会（現在の日本サッカー協会）創立40周年を契機に同賞は誕生した。
当初は関東、関西のサッカー担当記者35人によって選出されていたが、1968年のメキシコ五輪の年には114人、2000年には220人の記者が参加する等、参加する記者の人数も近年のサッカーブームや日本代表の活躍もあって増加傾向にあった。しかし2007年は199人と減少している。
1964年に杉山隆一、1966年に釜本邦茂の2人が学生として同賞を受賞している。1977年にはカルバリオが外国籍選手として、2010年には本田圭佑が日本国外クラブ所属選手として、2011年には澤穂希が女性選手として、初めて同賞を受賞している。
東京運動記者クラブのサッカー分科会が日本でのシーズン終了後に発表する。

## 歴代受賞者
| 年度 | 受賞者     | 所属クラブ   | 国籍     |
| ---- | ---------- | ------------ | -------- |
| 1961 | 長沼健     | 古河電工     | 日本     |
| 1962 | 小沢通宏   | 東洋工業     | 日本     |
| 1963 | 八重樫茂生 | 古河電工     | 日本     |
| 1964 | 杉山隆一   | 明治大学     | 日本     |
| 1965 | 小城得達   | 東洋工業     | 日本     |
| 1966 | 釜本邦茂   | 早稲田大学   | 日本     |
| 1967 | 宮本輝紀   | 八幡製鉄     | 日本     |
| 1968 | 釜本邦茂   | ヤンマー     | 日本     |
| 1969 | 杉山隆一   | 三菱重工     | 日本     |
| 1970 | 小城得達   | 東洋工業     | 日本     |
| 1971 | 釜本邦茂   | ヤンマー     | 日本     |
| 1972 | 野村六彦   | 日立製作所   | 日本     |
| 1973 | 杉山隆一   | 三菱重工     | 日本     |
| 1974 | 釜本邦茂   | ヤンマー     | 日本     |
| 1975 | 釜本邦茂   | ヤンマー     | 日本     |
| 1976 | 永井良和   | 古河電工     | 日本     |
| 1977 | カルバリオ | フジタ工業   | ブラジル |
| 1978 | 落合弘     | 三菱重工     | 日本     |
| 1979 | 今井敬三   | フジタ工業   | 日本     |
| 1980 | 釜本邦茂   | ヤンマー     | 日本     |
| 1981 | 釜本邦茂   | ヤンマー     | 日本     |
| 1982 | 尾崎加寿夫 | 三菱重工     | 日本     |
| 1983 | 木村和司   | 日産自動車   | 日本     |
| 1984 | 木村和司   | 日産自動車   | 日本     |
| 1985 | 吉田弘     | 古河電工     | 日本     |
| 1986 | 武田修宏   | 読売クラブ   | 日本     |
| 1987 | 森下申一   | ヤマハ発動機 | 日本     |
| 1988 | オスカー   | 日産自動車   | ブラジル |
| 1989 | 木村和司   | 日産自動車   | 日本     |
| 1990 | ラモス瑠偉 | 読売クラブ   | 日本     |

| 年度 | 受賞者               | 所属クラブ             | 国籍           |
| ---- | -------------------- | ---------------------- | -------------- |
| 1991 | ラモス瑠偉           | 読売クラブ             | 日本           |
| 1992 | 三浦知良             | ヴェルディ川崎         | 日本           |
| 1993 | 三浦知良             | ヴェルディ川崎         | 日本           |
| 1994 | ペレイラ             | ヴェルディ川崎         | ブラジル       |
| 1995 | ストイコビッチ       | 名古屋グランパス       | ユーゴスラビア |
| 1996 | 川口能活             | 横浜マリノス           | 日本           |
| 1997 | 中田英寿             | ベルマーレ平塚         | 日本           |
| 1998 | 中山雅史             | ジュビロ磐田           | 日本           |
| 1999 | 澤登正朗             | 清水エスパルス         | 日本           |
| 2000 | 中村俊輔             | 横浜F・マリノス        | 日本           |
| 2001 | 柳沢敦               | 鹿島アントラーズ       | 日本           |
| 2002 | 藤田俊哉             | ジュビロ磐田           | 日本           |
| 2003 | 久保竜彦             | 横浜F・マリノス        | 日本           |
| 2004 | 中澤佑二             | 横浜F・マリノス        | 日本           |
| 2005 | アラウージョ         | ガンバ大阪             | ブラジル       |
| 2006 | 田中マルクス闘莉王   | 浦和レッズ             | 日本           |
| 2007 | 鈴木啓太             | 浦和レッズ             | 日本           |
| 2008 | 遠藤保仁             | ガンバ大阪             | 日本           |
| 2009 | 小笠原満男           | 鹿島アントラーズ       | 日本           |
| 2010 | 本田圭佑             | CSKAモスクワ           | 日本           |
| 2011 | 澤穂希               | INAC神戸レオネッサ     | 日本           |
| 2012 | 佐藤寿人             | サンフレッチェ広島     | 日本           |
| 2013 | 中村俊輔             | 横浜F・マリノス        | 日本           |
| 2014 | 遠藤保仁             | ガンバ大阪             | 日本           |
| 2015 | 大久保嘉人           | 川崎フロンターレ       | 日本           |
| 2016 | 中村憲剛             | 川崎フロンターレ       | 日本           |
| 2017 | 小林悠               | 川崎フロンターレ       | 日本           |
| 2018 | 大迫勇也             | ヴェルダー・ブレーメン | 日本           |
| 2019 | 仲川輝人             | 横浜F・マリノス        | 日本           |
| 2020 | 三笘薫               | 川崎フロンターレ       | 日本           |
| 2021 | レアンドロ・ダミアン | 川崎フロンターレ       | ブラジル       |
| 2022 | 三笘薫               | ブライトン             | 日本           |
| 2023 | 大迫勇也             | ヴィッセル神戸         | 日本           |
| 2024 | 武藤嘉紀             | ヴィッセル神戸         | 日本           |

## 複数回受賞者
| 選手       | 回数 | 受賞年                                   |
| ---------- | ---- | ---------------------------------------- |
| 釜本邦茂   | 7回  | 1966, 1968, 1971, 1974, 1975, 1980, 1981 |
| 杉山隆一   | 3回  | 1964, 1969, 1973                         |
| 木村和司   | 3回  | 1983, 1984, 1989                         |
| 小城得達   | 2回  | 1965, 1970                               |
| ラモス瑠偉 | 2回  | 1990, 1991                               |
| 三浦知良   | 2回  | 1992, 1993                               |
| 中村俊輔   | 2回  | 2000, 2013                               |
| 遠藤保仁   | 2回  | 2008, 2014                               |
| 三笘薫     | 2回  | 2020, 2022                               |
| 大迫勇也   | 2回  | 2018, 2023                               |